# Grogan
Grogan är en ort i Australien. Den ligger i kommunen Temora Municipality och delstaten New South Wales, i den sydöstra delen av landet, omkring 320 kilometer väster om delstatshuvudstaden Sydney. Orten hade 87 invånare år 2021.